# Box-office des réalisateurs français
Cet article liste les réalisateurs français qui ont rassemblé le plus de spectateurs en France au cours de leur carrière au cinéma depuis 1945.

## Introduction
Il est à noter que la valeur comparative d'un tel classement est à relativiser, et ceci pour au moins trois raisons :
- Le suivi est réalisé en France sur la base des entrées, ce qui favorise les films sortis lorsque la fréquentation des salles était plus élevée (en moyenne plus de 350 millions de spectateurs par an dans les années 1940 et 1950 contre moins de 180 millions dans les années 1970 à 2000 et 192 millions en 2013).
- Le suivi est réalisé sans prendre en compte la population totale du pays (pour la France métropolitaine : 48,5 millions d'habitants en 1965 et 66 millions en 2022[2]).

- La concurrence des autres moyens de distribution des films n'est pas la même selon les époques[3]. Le cinéma restait le moyen principal pour découvrir un film jusqu'à la démocratisation de la télévision à partir de la fin des années 1950 et à l'apparition de plusieurs chaînes dans les années 1970 et surtout les années 1980. 17 % des ménages français sont équipés d’un téléviseur en 1960. Ils sont plus de 70 % en 1970. Enfin, l'essor de la vidéo et le raccourcissement des délais de la chronologie des médias a eu tendance à augmenter la pression sur le raccourcissement de la carrière des films en salles et rendant les reprises en salles plus anecdotiques. À l'inverse, la distribution en salles bénéficie aujourd'hui d'un nombre d'écrans nettement plus important qu'avant les années 1980[4].

L'apparition des cartes à abonnement (entrées illimitées pour un prix forfaitaire mensuel) a considérablement changé la donne depuis leurs lancements du 29 mai 2000. On comptait 300 000 abonnés représentant 7 % des entrées en 2008.

## Classement
: indique les réalisateurs encore en activité
| Rang | Réalisateur        | Période d'activité | Années d'activité | Nombre d'entrées | Nombre de films répertoriés | Moyenne par film | Moyenne par année | Nombre de films millionaires | Plus gros succès                                |
| ---- | ------------------ | ------------------ | ----------------- | ---------------- | --------------------------- | ---------------- | ----------------- | ---------------------------- | ----------------------------------------------- |
| 1    | Henri Verneuil     | 1952 à 1992        | 41                | 91 588 172       | 34                          | 2 693 770        | 2 233 858         | 30                           | La Vache et le Prisonnier (1959) 8 844 199      |
| 2    | André Hunebelle    | 1948 à 1978        | 31                | 85 339 792       | 34                          | 2 509 994        | 2 752 896         | 31                           | Le Bossu (1960) 5 826 584                       |
| 3    | Claude Zidi        | depuis 1971        | 33                | 80 108 867       | 25                          | 3 204 355        | 2 427 541         | 19                           | Astérix et Obélix contre César (1999) 8 948 624 |
| 4    | Jean Girault       | 1960 à 1982        | 33                | 73 544 134       | 24                          | 3 064 339        | 2 228 610         | 20                           | Le Gendarme de Saint-Tropez (1964) 7 809 334    |
| 5    | Gérard Oury        | 1960 à 1999        | 40                | 68 877 851       | 17                          | 4 051 638        | 1 721 946         | 13                           | La Grande Vadrouille (1966) 17 317 745          |
| 6    | Georges Lautner    | 1958 à 1992        | 35                | 60 532 890       | 41                          | 1 476 412        | 1 729 511         | 27                           | Le Professionnel (1981) 5 243 511               |
| 7    | Luc Besson         | depuis 1983        | 43                | 59 709 198       | 20                          | 2 985 460        | 1 388 586         | 13                           | Le Grand Bleu (1988) 9 194 343                  |
| 8    | Julien Duvivier    | 1945 à 1967        | 23                | 56 103 747       | 23                          | 2 439 293        | 2 439 293         | 18                           | Le Petit Monde de don Camillo (1952) 12 791 168 |
| 9    | Claude Autant-Lara | 1945 à 1969        | 25                | 51 933 181       | 24                          | 2 163 882        | 2 077 327         | 16                           | La Jument verte (1959) 5 272 066                |
| 10   | Yves Robert        | 1954 à 1994        | 41                | 50 905 303       | 21                          | 2 424 062        | 1 241 593         | 17                           | La Guerre des boutons (1962) 9 936 391          |
| 11   | Édouard Molinaro   | 1958 à 1996        | 39                | 49 496 525       | 34                          | 1 455 780        | 1 269 142         | 18                           | Oscar (1967) 6 122 041                          |
| 12   | René Clément       | 1946 à 1972        | 37                | 48 096 815       | 16                          | 3 006 051        | 1 299 914         | 16                           | Le Père tranquille (1946) 6 138 877             |
| 13   | Claude Berri       | 1964 à 2009        | 46                | 47 389 361       | 24                          | 1 974 557        | 1 030 203         | 13                           | Jean de Florette (1986) 7 223 657               |
| 14   | Claude Lelouch     | depuis 1965        | 60                | 46 098 376       | 48                          | 960 383          | 768 306           | 18                           | Un homme et une femme (1966) 4 269 209          |
| 15   | Dany Boon          | depuis 2006        | 18                | 46 057 067       | 7                           | 6 579 581        | 2 558 726         | 6                            | Bienvenue chez les Ch'tis (2008) 20 489 303     |
| 16   | Jean-Marie Poiré   | depuis 1978        | 39                | 43 499 787       | 14                          | 3 107 128        | 1 115 379         | 10                           | Les Visiteurs (1993) 13 782 991                 |
| 17   | Francis Veber      | depuis 1976        | 33                | 41 113 214       | 10                          | 4 111 321        | 1 245 855         | 9                            | Le Dîner de cons (1998) 9 247 001               |
| 18   | Philippe de Broca  | 1961 à 2004        | 44                | 40 181 355       | 29                          | 1 385 564        | 913 213           | 17                           | L'Homme de Rio (1964) 4 800 626                 |
| 19   | Claude Chabrol     | 1959 à 2009        | 51                | 38 868 645       | 57                          | 681 906          | 762 130           | 16                           | Docteur Popaul (1972) 2 062 335                 |
| 20   | Patrice Leconte    | depuis 1976        | 47                | 37 081 072       | 31                          | 1 196 164        | 788 959           | 11                           | Les Bronzés 3 (2006) 10 355 930                 |

### Par décennie
| Décennie  | Réalisateur                      | Nombre de films sortis dans la décennie | Nombre d'entrées dans la décennie |
| --------- | -------------------------------- | --------------------------------------- | --------------------------------- |
| 1950-1959 | Henri Verneuil                   | 14                                      | 43 486 386                        |
| 1960-1969 | André Hunebelle                  | 13                                      | 41 130 592                        |
| 1970-1979 | Claude Zidi                      | 10                                      | 40 415 089                        |
| 1980-1989 | Claude Zidi                      | 8                                       | 23 944 971                        |
| 1990-1999 | Jean-Marie Poiré                 | 4                                       | 29 094 734                        |
| 2000-2009 | Gérard Krawczyk                  | 7                                       | 24 478 037                        |
| 2010-2019 | Olivier Nakache et Éric Toledano | 4                                       | 27 730 003                        |
| 2020-2029 | Artus                            | 1                                       | 10 830 209                        |